# 김해 묘련사 현정론
김해 묘련사 현정론(金海 妙蓮寺 顯正論)은 대한민국 경상남도 김해시 묘련사에 있는 조선시대의 책이다. 2017년 7월 20일 경상남도의 유형문화재 제614호로 지정되었다.

## 지정 사유
｢현정론｣은 조선시대 유학자의 비판에 대해 승려의 입장에서 반박하고 불교의 정당성을 논변한 책이다.
'1538년'이라는 간행의 기록(刊記)과 판각자와 화주(化主)의 기록이 명확하며, 인출(印出) 및 보관상태가 양호한 것으로 확인된다.
또한 전존(傳存)하는 ｢현정론｣ 중 두 번째로 오래된 희귀판본(稀貴板本)으로서 자료적 가치가 매우 크다.

## 참고 문헌
- 김해묘련사 현정론 - 국가유산청 국가유산포털